# Antonov An-10
An-10 är ett transport- och passagerarflygplan tillverkat av Antonov sedan 1959. Modellen är en vidareutveckling av An-8. De största skillnaderna är att An-10 har fyra motorer och An-8 två, samt att An-10 användes både som passagerar- och fraktflygplan. 

## Varianter
I grundversionen tog planet 85 passagerare, men An-10A som introducerades 1960 hade med en två meter längre flygkropp plats för 100 passagerare. En undervariant till An-10A med stolarna placerade tätare flög rutter i Moldavien och Ukraina med plats för 110 passagerare med början år 1968. Ytterligare en version med beteckningen An-10V, alternativt An-16, flög 1963 och hade plats för 132 passagerare. Modellen, som också den var baserad på An-10A, byggdes bara som en prototyp.

## Tjänstgöring
Under planets storhetstid i början på 1960-talet var planet en av Aeroflots viktigaste modeller, och under åren 1960 och 1961 satte planet ett antal last över sträcka rekord. 1972 togs planet ur tjänst, då ett antal olyckor inträffat till följd av strukturella svagheter. Modellen hade också under hela sin aktiva karriär plågats av stabilitetsproblem som aldrig riktigt lösts, trots modifieringar av stjärtpartiet. Det exakta antalet som byggts varierar i olika källor från 100 till över 500. Det mest troliga är att sammanlagt tillverkades knappt 200 An-10 av bägge modellerna.

## Besläktade flygplan
An-8 som planet baserar sig på togs även den relativt snabbt ur tjänst. En ytterligare vidareutveckling, med beteckningen An-12, visade sig däremot vara ett mycket robust plan och ett flertal flyger än idag på olika håll i världen. Dessa inkluderar både ryska exemplar och kinesiska (licenstillverkade under beteckningen Y-8).